# Eduard Urx
Eduard Vincenc Urx (29. ledna 1903 Velká nad Veličkou – 20. dubna 1942, koncentrační tábor Mauthausen) byl komunistický politik, česky a slovensky tvořící novinář, básník, literární kritik a teoretik. Patřil mezi davisty.

## Podrobnosti z matriky
Narodil se v domě č. p. 135 ve Velké nad Veličkou do rodiny místního hraběcího lesního Josefa Urxe a jeho manželky Idy. Jeho otec Josef (narozen 19. března 1873) pocházel ze středních Čech (jeho rodiči byli Jan Urx, revírník v Bílichově v Čechách (okres Slané, nyní okres Kladno), a Anna, dcera Jana Bernáška, rolníka v Poštovicích v Čechách (okres Slaný, nyní okres Kladno)). Rodiči jeho matky Idy (narozena 29. listopadu 1872) byli Eduard de Cachée, vrchní stavební správce u Deutschmeistera v Horní Loučce, a Johana, dcera Antonína Jellineka, hospodářského rady v Novém Městě v Čechách. Josef a Ida uzavřeli sňatek dne 15. září 1900. Ve Velké nad Veličkou byl Eduard Urx také 9. února 1903 pokřtěn, v roce 1924 během pobytu na Smíchově však z církve římskokatolické oficiálně vystoupil a zůstal bez vyznání.

## Studia a kariéra
- 1914–1922 studoval gymnázium. Nejprve ve Strážnici 5 let, studium dokončil v Ružomberku
- 1922–1925 studoval v Praze na FF UK filozofii, bohemistiku a germanistiku, studia nedokončil
- 1924 se zapojil do politické práce v KSČ. Byl blízkým spolupracovníkem Klementa Gottwalda. Přispíval do komunisty vydávaných periodik. Stál u zrodu skupiny autorů DAV – davistů
- 1925–1929 redaktorem Pravdy v Bratislavě
- 1929 šéfredaktorem Dělnického deníku v Ostravě
- 1929–1931 redaktorem Rudého práva
- 1931–1933 Studijní pobyt v Moskvě
- 1938 šéfredaktorem ilegálního Rudého práva
- 1939 se stal předsedou I. ilegálního ÚV KSČ
- 1941 zatčen gestapem, byl vězněn na Pankráci, Terezíně a v koncentračním táboře Mauthausen, kde byl nakonec popraven

## DAV
Do Prahy – kde vzniká DAV – se dostává v roce 1922 a zůstává zde až do roku 1925
Do DAV-u psal pod pseudonymem M. C. Biss či E. U. a -rx., zároveň však tvořil v DAV-e spolu s Jilemnickým jakousi vnitřní opozici, což účelově zneužili v 50. letech i proti samotným davistům.

## Teorie
V roce 1930 vydal text Filozofie československé vládnoucí třídy, kde prezentoval tento názor v kontextu kritiky F. Krejčího, K. Čapka a J. B. Kozáka. V roce 1938 vydává text Ke kritice formální logiky s podnadpisem Československá filozofie, několik poznámek o dějinách filozofie a hlavně o spise Dr. J. Krála. Zde vyjádřil požadavek na historiografii filozofického myšlení a způsob hodnocení jednotlivých filozofů, přičemž kladl důraz na reflektování sociologických kořenů jednotlivých filozofických směrů a praktických důsledků filozofických koncepcí. Za každou knihou hledal sociologický kontext, autorský záměr a ideové kořeny autora, které dešifrovaly širší rozměr odkazu díla. V tomto duchu píše i Štěpán Vlašín autor předslovu k vydání Urxova díla.
Urx formuloval metodologické postupy marxistického historika filozofie se třemi požadavky: 
- 1. důraz na sociologické kořeny,
- 2. výzkum řešení základních otázek
- 3. praktické důsledky každé filozofické školy a jejího představitele.

Podle Pišútových Dějin slovenské literatury Urx vnímal uměleckou tvorbu jako produkci hodnot a kritiku jako jejich rozlišování, utvrzování a odmítání. V rámci proletářské literatury rozlišoval dva typy: 
- realistickou (Hora, Hořejší, Okálí)
- romantickou (autoři literární skupiny Devětsil);

Podle Urxe první vyrůstá z nespokojenosti, druhá z touhy; přičemž oba proudy se slévají do přesvědčení o nezbytnosti změny světa.
Vysoce oceňoval avantgardní výtvarné umění George Grosze a Otta Dixe v kontextu sociální angažovanosti. Urx hodnotil i prózu (jako například Vančurova Pekaře, Káňovu knihu Pasáci, flinkové a tuláci) či filmové umění (oceňuje Voskovce a Wericha ve filmu Hej rup!). Několik textů věnoval polemikám s Bedřichem Václavkem a Karlem Teigem. Urx byl velkým uctívačem Wolkra, nebyl však „fanouškem“  pozdějšího vývoje Jaroslava Seiferta či Devětsilu. Podle Pišúta bylo rozhodujícím kritériem pro Urxe kladné či záporné přijetí aktivismu v umělecké praxi. Pro Urxe je na rozdíl od přenosu myšlenek a citů důležitý fyziologický zásah do našeho nitra.

## Trivia
V Praze 6–Střešovicích má pamětní desku (je vidět jen zpoza zdi kolem domu)[zdroj?]. Jeho jméno nesou ulice v Karlíně, v Hradci Králové, Klášterci nad Ohří, Brně, Ostravě, Olomouci, Karviné, Práznovcích, v Prešově (Urxova), v Havířově a Neratovicích (Eduarda Urxe).
V letech 1950 až 1990 byla po něm pojmenována chemická továrna původně v Ostravě, později ve Valašském Meziříčí, nynější DEZA. V letech 1951 až 1991 po něm byl pojmenován Důl Anselm, dnes součást muzejního areálu Landek Park.